# Ormosia proxima
Ormosia proxima är en tvåvingeart som beskrevs av Alexander 1924. Ormosia proxima ingår i släktet Ormosia och familjen småharkrankar. Inga underarter finns listade i Catalogue of Life.